# Batalla de Vilcapugio
La batalla de Vilcapugio va ser una contesa lliurada durant la Guerra de la Independència Argentina, durant la Segona expedició auxiliadora a l'Alt Perú, en la qual les tropes del Riu de la Plata sota el comandament del general Manuel Belgrano van ser derrotades per les tropes reialistes comandades pel general Joaquín de la Pezuela, l'1 d'octubre de 1813.

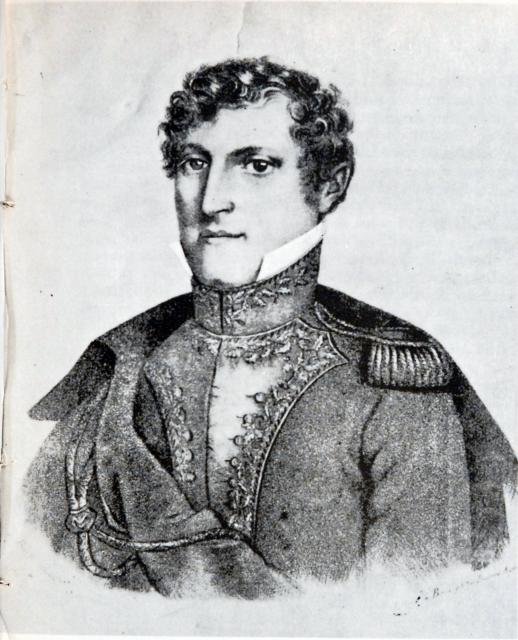
Retrat de Manuel Belgrano (1770-1820).

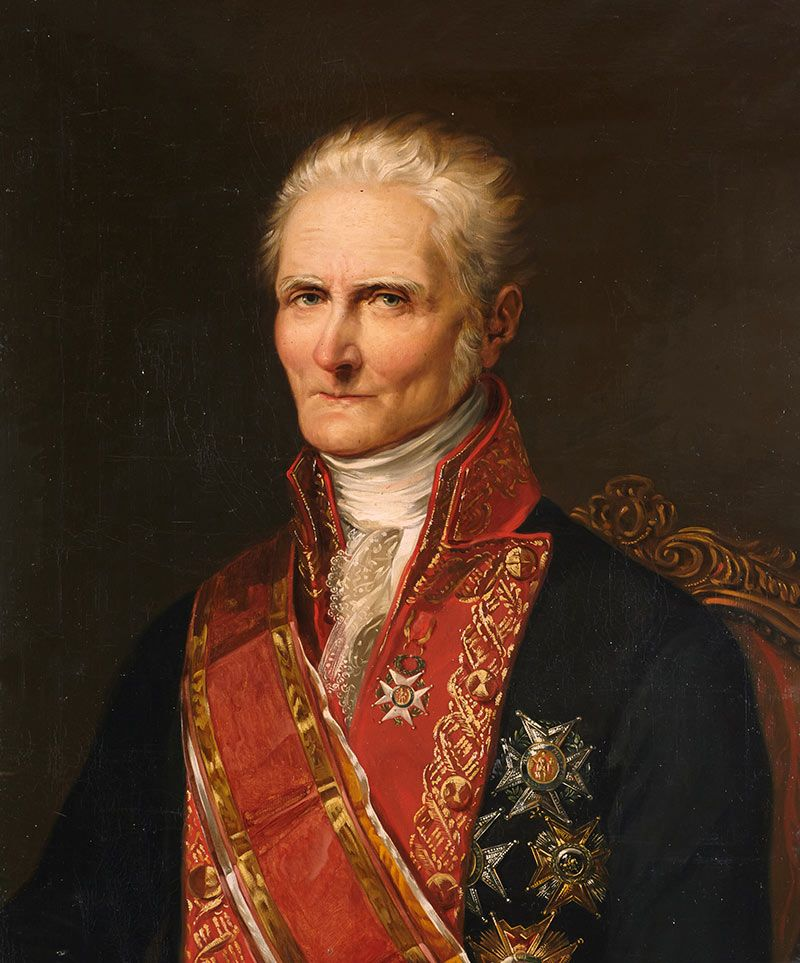
Retrat de Joaquín de la Pezuela (1761-1830).

Després dels dos triomfs de l'Exèrcit del Nord a les batalles de Tucumán i Salta, el govern de Buenos Aires va instar el general Manuel Belgrano a continuar amb la campanya a l'Alt Perú. Belgrano, en aquells dies ja malalt de paludisme, i amb dificultats per proveir l'exèrcit sota el seu comandament, i amb molts reclutes nous i una artilleria deficient -doncs escassejaven les mules- va acatar l'ordre però des del seu establiment a Jujuy.
L'exèrcit armat per Belgrano comptava amb el coronel Baltasar Cárdenas, que tenia al seu comandament a dos mil indis mal organitzats i armats, i a les forces de la ciutat de Cochabamba, sota les ordres del coronel Cornelio Zelaya. Tots dos van tenir ordres de revoltar les poblacions indígenes situades contra la voluntat dels reialistes. Belgrano, al seu torn, sabent que l'exèrcit reialista no tenia gairebé mules per moure la seva artilleria i provisions, planejava atacar pel front, intentant realitzar el clàssic moviment de pinces, amb la seguretat que el general De la Pezuela no s'atreviria a jugar-se en una sola batalla el destí de la campanya.
A finals de setembre del 1813, el gruix de l'exèrcit comandat per Belgrano va arribar a la pampa de Vilcapugio, que és un altiplà envoltada per muntanyes d'alts cims, uns cent trenta quilòmetres al nord-oest de la ciutat de Potosí. Al llogaret de Condocondo, situada a la vora del Llac Poopó (a uns quaranta quilòmetres al sud-oest de Vilcapugio) s'hi havien establert les tropes reialistes sota el comandament del propi general Joaquín de la Pezuela i del seu comandant de Salta, Saturnino Castro. Aquest va aconseguir tancar el pas a les tropes de Cárdenas, tallant així les comunicacions entre el campament de Belgrano i les tropes del govern de Buenos Aires a Cochabamba. Entre els papers de Cárdenas, Castro va aconseguir segrestar les instruccions secretes de Belgrano.
El general Joaquín de la Pezuela, que es trobava en una estricta defensa a causa de la desmoralització del seu exèrcit reialista, gràcies als documents caiguts en el seu poder, es va assabentar dels plans de Belgrano. Gràcies a això va planejar dues possibles opcions militars. Una primera possibilitat era resistir a les seves posicions a esperar els atacs de Belgrano i Zelaya, pla que amb seguretat a la llarga li portaria la derrota. Contra tot l'esperat, va prendre una segona opció, i va avançar per les muntanyes, presentant batalla a Vilcapugio l'1 d'octubre.
La lluita va agafar per sorpresa a les tropes del Riu de la Plata. Tot i així, les seccions veteranes de l'Exèrcit del Nord van contenir i van fer retrocedir l'ala esquerra i centre reialista, fins al punt que el mateix Joaquín de la Pezuela reconeixeria en els seus parts al Virrei del Perú que donava per perduda la batalla, però la seva pròpia ala dreta es mantenia al camp d'acció, i derrotava a la secció esquerra argentina. Si l'Exèrcit del Nord hagués continuat la persecució de les desfetes tropes espanyoles, o atacat la secció de l'est, que es trobava en el camp de batalla, la victòria hagués estat segura.
Però un toc de reunió, més l'arribada d'un esquadró de cavalleria reialista al comandament del coronel Saturnino Castro, va confondre als argentins, que es van desbandar. L'exèrcit reialista es va reorganitzar, es va apoderar de tota l'artilleria -inclòs el seu comandant José Bernaldes Polledo- amb la qual va continuar disparant amb canyons la posició de les poques tropes de Belgrano que continuaven al camp de batalla. Aquests van haver de procurar salvar-se d'una completa destrucció. Davant la situació i la sorpresa de Belgrano, el mateix general va pujar a un cavall agafat de la bandera i va cridar a reunió de la seva tropa. Únicament van acudir-n'hi tres-cents. Entre ells, el major general Eustoquio Díaz Vélez, Gregorio Perdriel i Lorenzo Lugones. A la nit Belgrano va poder evadir als reialistes i emprendre la retirada.
Va acordar amb Díaz Vélez que fos aquest qui prengués la ruta cap a Potosí i reunís als altres homes dispersos.
El resultat de la batalla van ser més de tres-centes baixes, més de quatre-cents fusells perduts i gairebé tota l'artilleria.
Amb posterioritat, Díaz Vélez es va posicionar a Potosí al capdavant d'un cos de tropes, gran part de les quals s'havien dispersat després de Vilcapugio. Belgrano, amb la resta de l'exèrcit, es va situar sobre el flanc esquerre de l'enemic. Les tropes es reorganitzaven per prosseguir la Campanya de l'Alt Perú, segons les ordres del govern de Buenos Aires.
Tot i que es pot pensar que una fatalitat -la caiguda dels papers privats de Cárdenas en mans de Castro- va trastocar el pla argentí, no és menys cert que Belgrano va confiar massa en la suposada falta de mobilitat del seu oponent. La ubicació del seu campament tan a prop del campament dels reialistes amb massa anticipació a la resta dels seus aliats va resultar un error molt greu, ja que els va donar als espanyols l'oportunitat de realitzar l'atac per sorpresa. Més encara, sabent que tres dies més li haguessin assegurat envoltar el campament espanyol amb la totalitat de les seves forces.